# Gilberto Américo Meirinho
Gilberto Américo Meirinho (Itajaí, 12 de outubro de 1929 — Balneário Camboriú, 29 de novembro de 2013) foi um empreendedor e político brasileiro, Prefeito de Balneário Camboriú (1973 - 1977) e Vereador de Camboriú (1958 - 1962).
Político atuante, determinado, ousado, inovador, sempre esteve muito adiante do seu tempo. Seu pensamento de vanguarda, senso de planejamento e visão estratégica, contribuiram largamente para a construção, estruturação e reconhecimento de Balneário Camboriú - SC, como uma das mais importantes cidades turísticas do País.
Gerenciou o Banco Inco por 19 anos nas cidades de São Francisco do Sul e Camboriú, fundou empresas importantíssimas na economia catarinense, tais como a Cooperativa dos Cafeicultores de Camboriú, a Sociedade de Beneficiamento de Arroz, a FEMEPE, a Empreendimentos Turísticos de Itapema, e a Reta Empreendimentos Imobiliários. Participou do Conselho Fiscal e do do Conselho de Administração de de diversas empresas de grande porte e de estatais, presidindo ainda Associações e entidades de Classe, todos voltados para o crescimento sócio econômico do estado e da população, sem perder de vista melhoria da qualidade de vida do trabalhador.
Ganhador de prêmios, comendas, medalhas, diplomas de mérito, títulos e troféus, inegavelmente representa uma classe de dedicados servidores da comunidade. Reconhecido por uma das mais importantes organizações mundiais, o Rotary Internacional, recebeu o prêmio O SEMEADOR por sua vida e obra.

## Vida
Filho de Eloy Vicente Meirinho e Etelvina Cabral Meirinho. Viúvo de Zenir Rebelo Meirinho, com quem teve três filhos, cinco netos, seis bisnetos e uma tataraneta.
Se criou em Itajaí, onde a família tinha uma serraria, à margem do rio Itajaí. O sobrenome foi incorporado ao nome da família por causa do avô, oficial de justiça, antigamente chamado de meirinho (profissão).  Casado, pai de um rapaz, já falecido, e de duas filhas, orgulha-se dos netos e bisnetos que dão continuidade à sua biografia..
Aos 27 anos, já casado com Zenir e com um filho, Meirinho instalou-se em Camboriú, onde assumiu a gerência do Banco da Indústria e Comércio de Santa Catarina – Inco. Naquele tempo, no fim dos anos 1950, ainda não havia Balneário Camboriú, a que chamavam de Praia de Camboriú, sem maiores indicativos do que viria a se tornar nas décadas seguintes..

## Formação
Fez o curso secundário no Instituto Brasileiro no Rio de Janeiro, curso básico na Escola Amaro Cavalcanti no Rio de Janeiro e Cooperativismo no IBC também no Rio de Janeiro

## Carreira
Atividades Profissionais
Foi bancário no Banco da Indústria e Comércio de Santa Catarina (INCO), gerente nas cidades de Camboriú e São Francisco do Sul, fundador da Cooperativa de Cafeicultores de Santa Catarina - Camboriú, fundador da Sociedade de Beneficiamento de Arroz SICLI  LTDA. Camboriú, fundador da Firma FEMEPE LTDA. – Itajaí – SC, Conselheiro Fiscal da Firma HOFFMAN METALURGIA S/A. Itajaí - SC, fundador da "Empreendimentos Turísticos Itapema, Ltda." de Porto Alegre - RS, Fundador da Empresa “Reta” – Empreendimentos Imobiliários Ltda.” de Balneário Camboriú, Vice–Presidente do Conselho de Administração da Eletrificação Rural de Santa Catarina S/A. de 1983 a 1986, Presidente do Conselho de Administração da mesma de 1986 a 1987, Conselho Fiscal da Empresa CELESC – Centrais Elétricas de Santa Catarina.
Serviços sociais prestados:
Presidente da Associação Agrícola da Camboriú, Presidente do “CONDEST” Comércio Nacional de Desenvolvimento das Estâncias e Centros Turísticos – São Paulo, Presidente do I º Congresso Brasileiro de Turismo e Termalismo, Presidente do  “COMDENC” Comissão Municipal de Defesa Civil, Presidente do MOBRAL – Balneário Camboriú – SC, Membro do Corpo de Planejadores “ OPERAÇÃO SANTA CATARINA, Idealizador e Fundador da “CITUR RODOFEIRA” – Balneário Camboriú. (Resultante da fusão da empresa de Turismo e Empreendimentos de Santa Catarina (Turesc) e da Citur/Rodofeira de Balneário Camboriú, surge a Companhia de Turismo e Empreendimentos de Santa Catarina (Citur). Este nome perdurou até 1987, quando, a fim de promover uma maior relação com o nome do Estado, passou a denominar-se Santur - Santa Catarina Turismo S/A).
Política:
Vereador em Camboriú período de 1958 a 1962, Prefeito Municipal de Balneário Camboriú no período de 1973 a 1977, Presidente do Diretório Municipal do PDS. Balneário Camboriú (duas gestões), autor do projeto da criação do Distrito da Praia de Camboriú.
Como Prefeito Municipal foi responsável pelo planejamento da cidade, pelo sistema viário e por obras feitas em sua gestão há mais de trinta anos e que até hoje repercutem em benefícios nossos. Foi dele a luta e a batalha para o alargamento para 6 metros de calçadas na Avenida Atlântica, a abertura da Terceira, da Quarta e início da Quinta Avenida. Também foi dele o projeto de execução das obras de alargamento da Avenida do Estado, a abertura da Estrada Costa Brava, hoje Interpraias e dos projetos de esgotos sanitário e pluvial. Implantou o Plano Diretor Físico e Territorial[ligação inativa], o Código de Normas e Instalações[ligação inativa], o Código de Obras e Edificações[ligação inativa] e o Código Tributário[ligação inativa]. De sua gestão nasceu o reconhecimento e a eleição de nossa cidade como modelo nacional de planejamento turístico...
Foi o terceiro Prefeito eleito na história de Balneário Camboriú, levando consigo Wilson Vieira dos Santos como Vice-Prefeito. É possuidor de um dos mais vastos currículos: Foi bancário, cooperativista, industrial, armador do setor de pesca, além de incorporador. Seu mandato como Prefeito compreendeu o período de 1 de fevereiro de 1973 a 31 de janeiro de 1977. Quando Prefeito, foi idealizador da CITUR Rodo-Feira, hoje Parque Cyro Gevaerd. Foi ele, também, quem deu início à construção do atual prédio da prefeitura municipal e sua administração sobressaiu-se pela elaboração de planos e projetos. Foi Vice-Prefeito do Conselho de Eletrificação Rural de Santa Catarina e Conselheiro da CELESC. Também foi Presidente do Conselho Nacional de Desenvolvimento das Estâncias e Centros Turísticos. Recebeu inúmeros títulos e condecorações, destacando-se a Medalha do Serviço Nacional de Opinião Pública, Prefeito da Comunidade de Melhor evolução, Honra ao Mérito do Ministério de Educação e Cultura e Reconhecimento Público, como homem de turismo de Santa Catarina.
O vereador que comandou o primeiro impeachment brasileiro
Filiado à União Democrática Nacional, concorreu à Câmara de Vereadores de Camboriú e foi eleito, em 1958, no tempo em que vereador trabalhava sem remuneração. Na ausência do presidente da Câmara, foi indicado para o cargo e coube a ele uma missão difícil. A pressão popular e a indignação de seus pares contra o que consideravam um abuso do prefeito da época, que se recusava a prestar contas das despesas, o levaram a providenciar a destituição do prefeito e a abrir o cofre da prefeitura, sob os olhares do delegado de polícia e de todos os vereadores. Foi necessário arrebentar a fechadura a golpes de martelo. Assim nasceu a fama de arrombador de cofre..
Quanto ao prefeito que sofreu o primeiro impeachment brasileiro, depois de dois meses ele conseguiu na Justiça a garantia do retorno. Meirinho não cita o nome dele, alegando respeito à sua memória. A decepção foi tanta que Gilberto Meirinho desistiu da carreira política e até foi embora de Camboriú com a família, voltando-se inteiramente ao trabalho como bancário. 
Foram 19 anos de dedicação ao banco da família Bornhausen, mais tarde adquirido pelo Bradesco. O pedido de demissão, dois anos antes da venda, atendeu a uma inquietude, uma necessidade de ousar. Então virou pescador..
Primeiro empreendimento é referência no mercado pesqueiro
Em sociedade com um amigo, a Ferreira Meirinho Pesca – Femepe - exigiu muita dedicação e aplicação de todas as reservas de que dispunha. Os dois sócios decidiram não pedir dinheiro emprestado para comprar o primeiro barco e nem depois, quando construíram um frigorífico, um entreposto com trapiche na beira-rio e um estaleiro na Barra do Rio para reparo e construção dos outros barcos que foram sendo incorporados à frota. Meirinho conta que trabalhavam da manhã à noite, do Rio Grande do Sul ao Rio de Janeiro, revezando-se conforme a necessidade das pescarias..
Somente após muita pressão dos companheiros de partido, a Arena, relutantemente aceitou ser candidato a prefeito de Balneário Camboriú e viu-se de volta à região, eleito prefeito de uma pequena cidade em construção. A emancipação tinha acontecido havia menos de 10 anos, em 1964, e o desafio o estimulou a mergulhar inteiramente na nova empreitada. Assim, desfez a bem-sucedida sociedade na empresa que atualmente é uma das maiores da América do Sul..
Gilberto Meirinho conta como fazia a campanha. “Eu fazia poucas promessas para o povo. Eu as fazia para mim mesmo. Só comentava desses compromissos pessoais que eu guardava na mente e no coração com minha mulher”, confessa..
Prefeito eleito. E agora?
Meirinho viu-se em meio ao caos administrativo. Sua mente acostumada à ordem e método de trabalho como gerente e dono de empresa levou um choque com a bagunça generalizada que encontrou, em 1973. Era época da ditadura no Brasil e o SNI – Serviço Nacional de Informações, o temível setor do governo federal, tinha lacrado os arquivos da prefeitura, assim permanecendo durante o mandato de três chefes municipais. Gilberto Meirinho conseguiu autorização e na frente de um representante daquele órgão e de várias testemunhas, finalmente tomou posse dos documentos necessários. Mas não adiantou muito conferir a papelada..
Ninguém fazia controle de nada, menos ainda dos funcionários. “Tinha mais gente lotada fora da prefeitura do que na ativa”, afirma. O novo prefeito ganhou muitos inimigos ao examinar as sessões de empregados e demitir muitos dos que não trabalhavam efetivamente. “Prefeito é o cachorro do povo, que, quando não tem o que chutar, chuta o prefeito”, desabafa, entristecido.
No dia seguinte à posse, pagou do próprio bolso, sem reembolso, duas prestações de uma máquina que precisou mandar acorrentar para que a Justiça não a recolhesse. Andava pelas obras, fiscalizando pessoalmente o andamento dos serviços. Foi assim que percebeu as condições das roupas e da comida que a peãozada tinha para sobreviver. Não deu outra: adquiriu uniformes e contratou uma cozinheira, que preparava a comida entregue nos canteiros. E voltou-se à urbanização da cidade..
Trilhas e picadas dão espaço a ruas e avenidas
Anos mais tarde, quando o Rotary Club conferiu a Gilberto Meirinho o prêmio “O Semeador”, uma das razões apresentadas para a homenagem foi justamente a elaboração e implantação do primeiro plano diretor da região, que disciplinava o crescimento da cidade para os 25 anos seguintes. Estavam no papel o alargamento das avenidas Atlântica e do Estado, a abertura das 3ª e 4ª avenidas e o projeto da 5ª. A avenida Brasil foi liberada nas duas extremidades. A Estrada Geral da Costa Brava foi aberta e inaugurada com uma maratona estudantil, mesma estrada que, anos depois, ao ser asfaltada, recebeu o nome de Rodesindo Pavan. O prédio da prefeitura, o mesmo que ainda é ocupado pelo Executivo atualmente, foi projetado para ser amplamente envidraçado, mostrando a transparência do governo municipal. Depois que Meirinho deixou o cargo, o edifício acabou entijolado e ocupado assim..
“Fizemos em um ano o Código de Obras e Edificações, Código Tributário Municipal, Plano Diretor Físico Territorial, Código de Normas e Instalações, projeto de água e esgoto, projeto de águas pluviais”.
Para deixar as principais vias de Balneário Camboriú prontas para seu destino turístico, foi preciso usar a lei e a força. Apesar de a orla pertencer à União e reiteradamente o governo federal exigir a desocupação das áreas, foi somente com a derrubada de muros e cercas que o principal cartão postal da cidade recebeu o calçadão e as pistas de rodagem. “Não digo que foi eu quem derrubou nem que não foi”, declara, munido de documentos oficiais provando que agiu dentro da lei. Todo este rebuliço o marcou como um destruidor da propriedade privada, munição farta para os inimigos que conquistou..
Ainda hoje, entre as 10 leis mais acessadas no município de Balneário Camboriú, 3 são de sua gestão: Lei nº 223/1973 - Código Tributário, Lei nº 300/1974 - Código de Normas e Instalações e Lei nº 301/1974 - Código de Obras e Edificações..
As obras que não puderam ser concluídas, como por exemplo o canteiro central da 3ª avenida, por onde passariam os canos de esgoto e energia elétrica, e o engordamento da faixa de areia, ambos com recursos garantidos e posteriormente devolvidos, foram algumas das empreitadas sem continuidade por falta de vontade política dos sucessores, como Gilberto Meirinho afirma, lembrando também da praça Tamandaré, que provisoriamente ocupou o bolsão à beira-mar enquanto aguardava decisão da Justiça e assim ficou até hoje..
Fim de mandato marcado pela tragédia
Em 1976, em plena campanha eleitoral, Meirinho viu-se atropelado pela fatalidade. Seu filho mais velho, de 20 anos recém-completados, acidentou-se no Morro dos Cavalos, em Palhoça, e morreu. A mãe, Zenir, passou por um longo período de depressão. Gilberto Meirinho adoeceu, foi tratar-se no exterior e na volta, desanimado, encerrou o mandato com o peito enfraquecido pela doença, pela dor e pela decepção..

## Últimos anos de vida
O escritório onde o administrador gerencia o patrimônio da família é um oásis de silêncio e tranquilidade. Em frente a um condomínio de alto padrão e vizinho do Balneário Camboriú Shopping, a pequena rua do Aqueduto é endereço de atividades diárias do homem que está velho, octogenário, com a vida financeira garantida, entretanto, não se recolhe ao pijama, chinelo e televisão. Na sala da recepção, uma mesa em frente a um armário repleto de premiações está coberta com uma pilha da mesma edição de um jornal local. A explicação está no encarte que traz a cobertura do lançamento de um livro sobre Gilberto Meirinho, escrito por Paulo Leme. “O semeador – vida e obra de um vencedor” usa o recurso do romance para resgatar uma história que merecia ser contada.
O próprio Meirinho recebe os visitantes com os mimos que são sua marca registrada: água, bombons e uísque. Os passos que o levam de volta à cadeira atrás da escrivaninha são firmes e o porte, ereto, não condiz com o pré-conceito da idade. E o vigor acompanha as palavras, que veementemente se recusam a relembrar o passado político. Talvez para não ter que se repetir tenha permitido a publicação do livro. Agora, quando perguntado sobre sua administração como prefeito, ele entrega um exemplar e muda de assunto. Mas aos poucos deixa escapar algumas histórias, que são muitas..
Em seu escritório na rua Aqueduto, senta-se de costas para a janela onde os vasos com violetas simbolizam a eterna saudade do filho, cujas cinzas estão guardadas na estante, à espera de juntarem-se aos pais no descanso final. À procura de uma definição de si mesmo, Gilberto Meirinho pensa um pouco antes de falar. “Se você quer saber se existe algum político que veio para dar e não para pegar, pode dizer que acabou de conhecer um”, declara, com o olhar franco dos que nada mais temem na vida, contradizendo-se até, porque nunca se considerou um político e sim um administrador. E dos bons..
Meirinho, perdeu sua esposa e companheira de vida Zenir, no dia 17 de março de 2012..
Faleceu em sua residência em Balneário Camboriú, no dia 29 de novembro de 2013.
Sua vida e obra está registrada na história e em biografia intitulada "O Semeador" publicada em 2010 de autoria de Paulo Leme com pesquisas biográficas e fatos históricos coligidos e organizados pelo historiador e escritor Isaque de Borba Corrêa.

## Prêmios e Honrarias
- Diploma – Cidadão Honorário de Camboriú – SC;
- Diploma e Medalha – Serviço Nacional de Opinião Pública Prefeito da Comunidade de Maior Evolução;
- Diploma – Honra ao Mérito – Ministério da Educação e Cultura;
- Diploma - reconhecimento – FEB;
- Medalha – por bons serviços prestados ( Comunidade Camboriuense);
- Diploma – Reconhecimento Público – como Homem de Turismo de Santa Catarina;
- Troféu – Manezinho de Balneário Camboriú – SC;
- Troféu – Papa Siri  de Balneário Camboriú – SC;
- Troféu - Amigo da Cidade  - Câmara Municipal de Balneário Camboriú
- Título – Sócio Honorário do Rotary Club de Balneário Camboriú;
- Diploma -  Cidadão Honorário de Balneário Camboriú;
- Troféu  “O Semeador” por importante contribuição no desenvolvimento da cidade – Rotary Club Balneário Camboriú;
- Diploma - Honra ao mérito pelos relevantes serviços na implantação do sistema de captação e tratamento de esgoto, especialmente por ter elaborado e entregue ao Governo do Estado o primeiro projeto de saneamento de Balneário Camboriú em 15/08/1976;
- Comenda - Comenda do Sol - pelo município de Balneário Camboriú - SC.